# 総持寺 (茨木市)
総持寺（そうじじ）は、大阪府茨木市総持寺にある高野山真言宗の寺院。山号は補陀洛山（ふだらくさん）。本尊は千手観音。西国三十三所第22番札所。開基である藤原山蔭は四条流庖丁道という新たな庖丁式（料理作法）を定めたことから料理人の信仰を受けている。
本尊真言：おん ばざら たらま きりく そわか
ご詠歌：おしなべて老いも若きも総持寺の 佛の誓い頼まぬはなし

## 歴史
当寺の草創説話は助けた亀の恩返しと観音の霊験に関するもので、当寺所蔵の縁起絵巻のほか『今昔物語集』『源平盛衰記』などにもこの話は書かれている。
それによると、開基である藤原山蔭の父・藤原高房が筑前国の大宰府に赴任の途中、淀川を船で下っている際に漁師たちが大亀を捕らえているのを見て「今日18日は観音様の縁日だから」と、亀を買い取って淀川へ逃がしてやった。
しかしその日の夜、山蔭が継母の計略によって船から川に落とされてしまった。高房はこれを悲しんで観音に祈ったところ、高房が助けた亀が山蔭を甲羅に乗せて眼前に現れた。こうして観音のご恩に感謝した高房は観音の造像を発願するが、造像する前に亡くなってしまった。
そこで、高房の没後に山蔭が父の遺志を継ぎ、千手観音像を造立させて祀った、これが当寺の起源だとされている。また、現在真如堂の境内にある新長谷寺にも当寺と同じような創建伝承があるが、こちらの場合は千手観音像ではなく長谷寺式十一面観音立像となっている。
なお、寺伝では元慶3年（879年）頃に藤原山蔭によって当寺は創建され、山蔭の三回忌の寛平2年（890年）に伽藍が完成したとしている。
当寺は天正年間（1573年 - 1593年）に織田信長の兵火にかかって衰亡したが、慶長8年（1603年）に豊臣秀頼によって本堂が再建され、境内の復興が行われた。
藤原山蔭は本尊の像立に際し、千日間に渡って仏師に料理をお供えしたという縁により、我が国の包丁道の祖として祀られている。毎年4月18日には藤原山蔭の御宝前において伝統の「山蔭琉包丁式」（四条流庖丁道）が行われる。「山蔭流庖丁式」とは、庖丁士が手で魚を触れることなく庖丁と真名箸のみで調理するというものである。

## 本尊
当寺の秘仏本尊の木造千手観音立像は像高75.4センチメートル。寺伝に基づき、亀の背に乗っている。脇侍として善女竜王像と雨宝童子像を配する。

## 境内
- 本堂（茨木市指定有形文化財） - 慶長8年（1603年）に豊臣秀頼による再建。
- 薬師金堂（茨木市指定有形文化財）
- 如来荒神堂（茨木市指定有形文化財）
- 宝蔵（茨木市指定有形文化財）
- 経蔵
- 鎮守社（茨木市指定有形文化財） - 大黒天、弁財天、青面金剛を祀る。
- 包丁塚
- 普悲観音堂 - 西国三十三所観音霊場と四国八十八箇所のそれぞれの札所の本尊を模した石仏の本尊を祀る。
- 十三重石塔
- 東門（茨木市指定有形文化財）
- 水天社

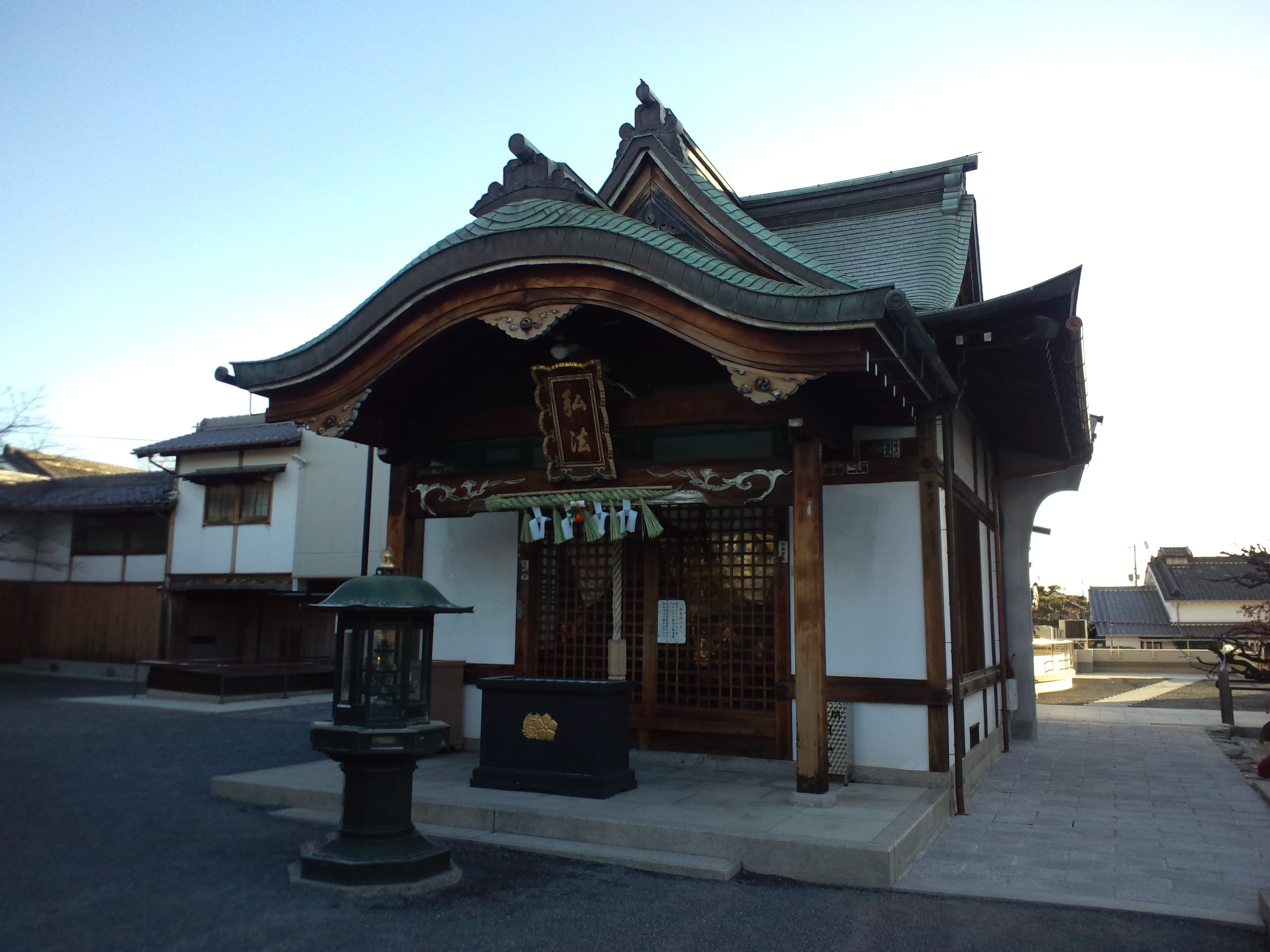
大師堂
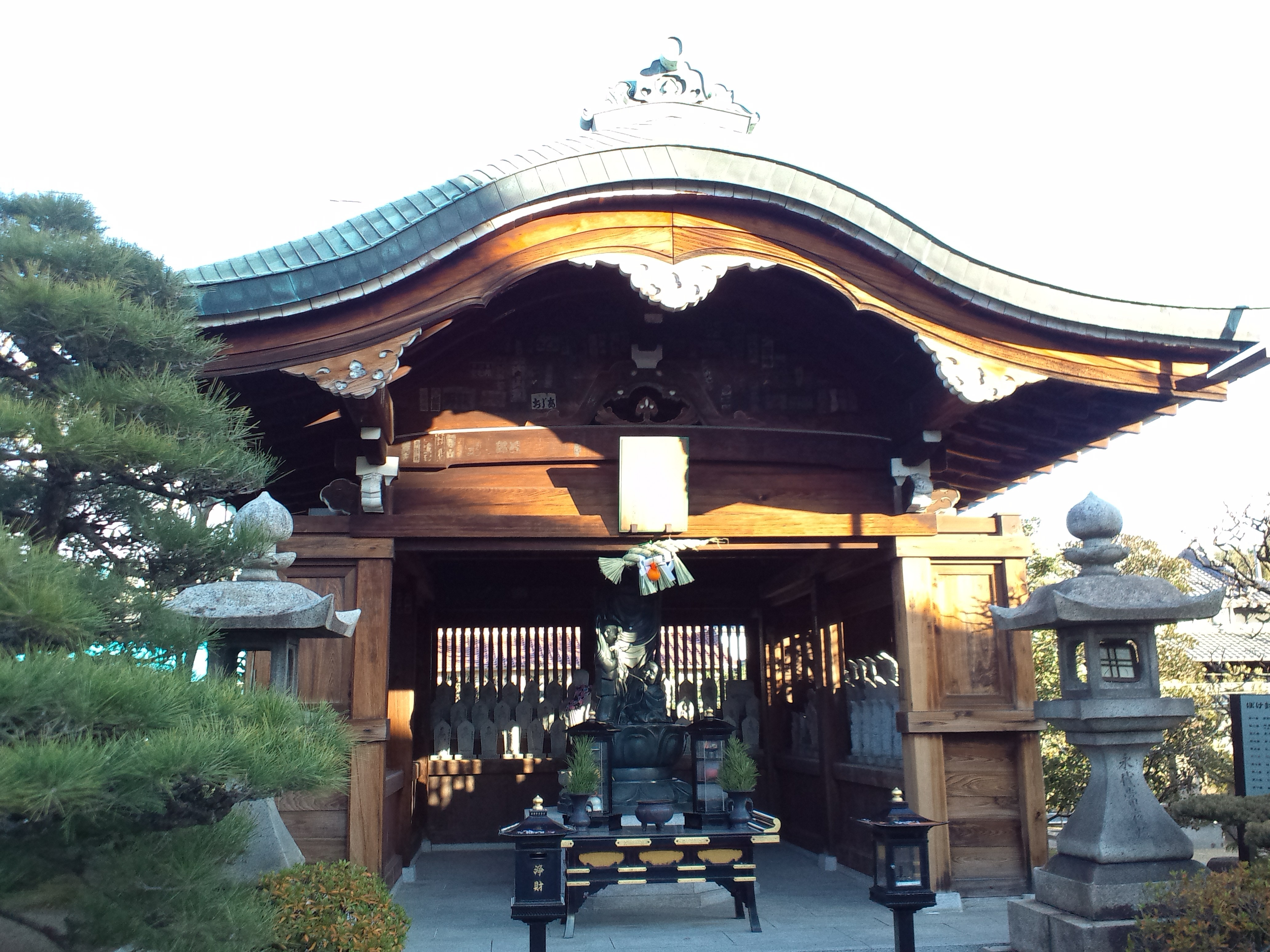
普悲観音堂

- 瓦窯跡（茨木市指定有形文化財）
- 庫裏（茨木市指定有形文化財）
- 鐘楼（茨木市指定有形文化財）
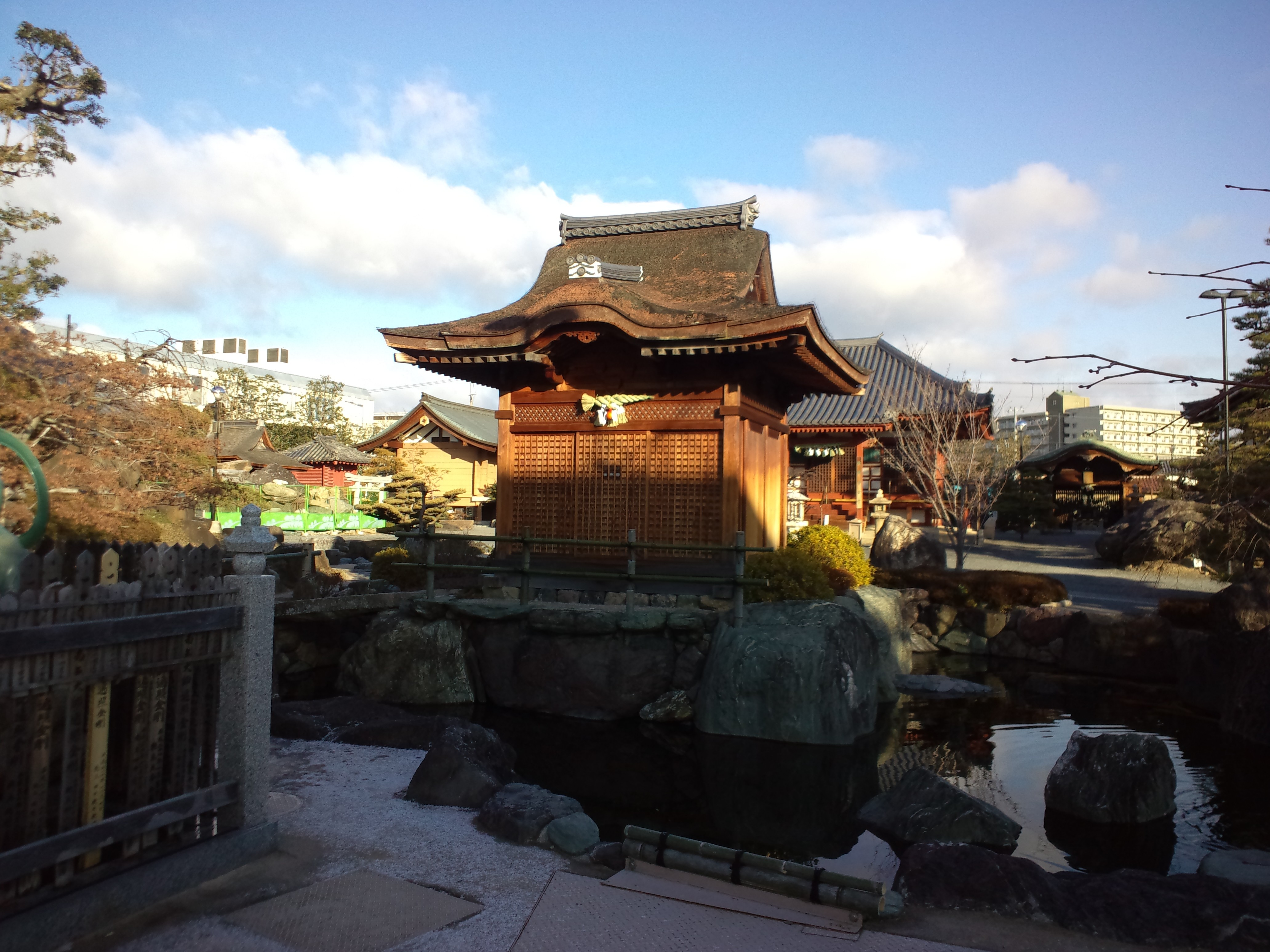
閻魔堂
- 亀の池
- 五社稲荷杜
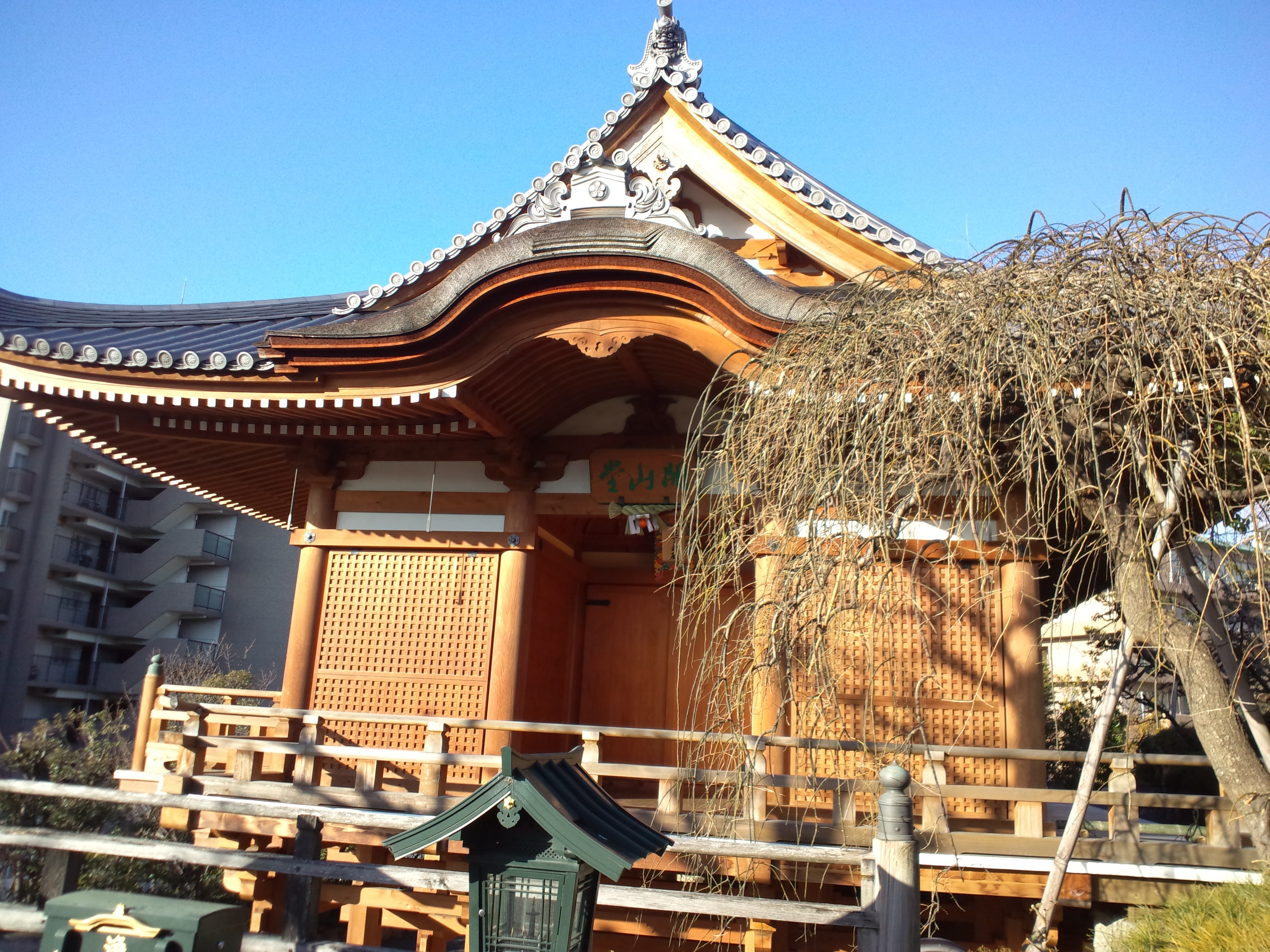
開山堂
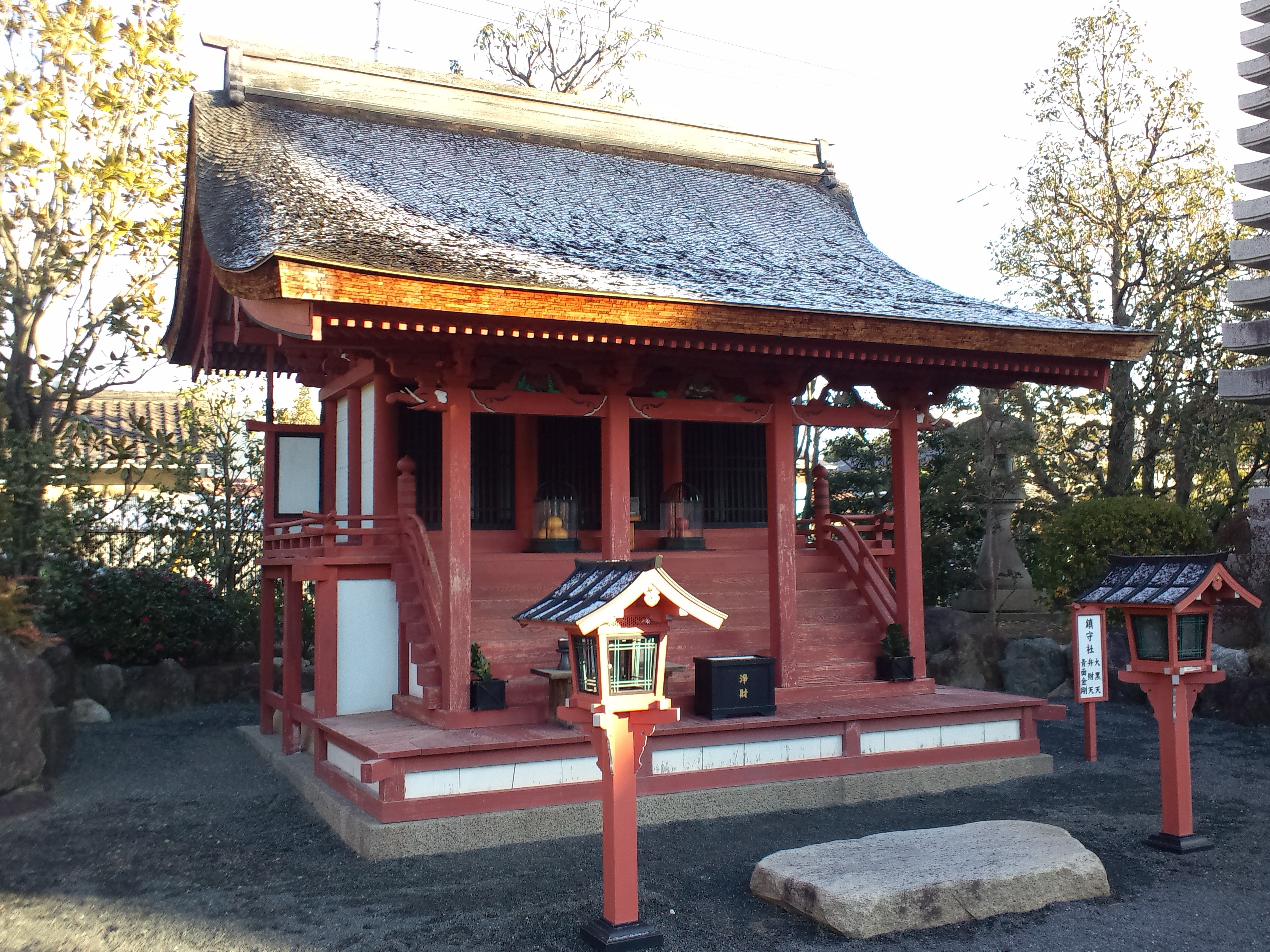
仁王門（茨木市指定有形文化財）
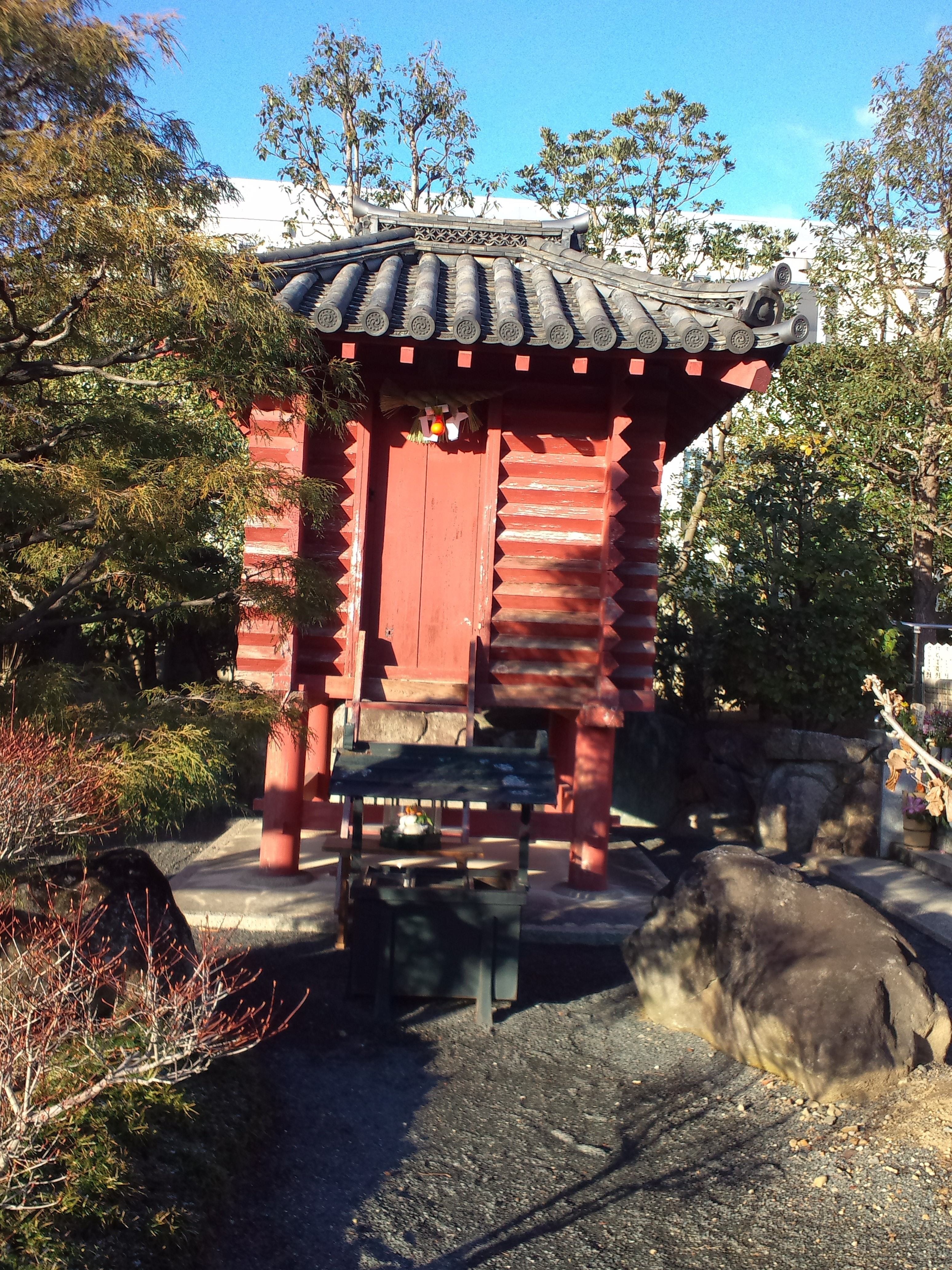
藤原山蔭の墓

- 大師堂
- 普悲観音堂
- 閻魔堂
- 開山堂
- 鎮守社
- 宝蔵

## 文化財

### 茨木市指定有形文化財
- 総持寺 9棟
  - 本堂 附：棟札・宮殿形厨子
  - 薬師金堂
  - 仁王門
  - 如来荒神堂
  - 宝蔵
  - 鎮守社
  - 東門
  - 庫裏
  - 鐘楼
- （絵画）紙本著色 総持寺縁起絵巻 - 1999年（平成11年）5月1日指定。
- （絵画）紙本著色 総持寺縁起絵巻 - 2018年（平成30年）12月21日指定。
- （書籍）観音縁起 - 1999年（平成11年）5月1日指定。
- （歴史資料）総持寺瓦窯跡 - 2010年（平成22年）6月1日指定。

## 行事
- 4月18日 - 山蔭流包丁式
- 4月15日から21日 - 本尊御開扉、西国御砂踏

## 御詠歌
もともと「おしなべて 高き賤しき 総持寺の 仏の誓ひ 頼まぬはなし」だったが、近年の人権意識の高まりにより「おしなべて 老いも若きも 総持寺の 仏の誓ひ 頼まぬはなし」に変更されている。

## 前後の札所
西国三十三所
21 穴太寺　-　22 總持寺　-　23 勝尾寺
摂津国八十八箇所
46 蓮花寺　-　47 總持寺　-　48 地蔵院
摂津国三十三箇所
26 廣智寺　-　27 總持寺　-　28 圓照寺
ぼけ封じ近畿十楽観音霊場
5 玉桂寺　-　6 總持寺　-　7 太融寺
神仏霊場巡拝の道
62 水無瀬神宮　-　63 總持寺　-　64 神峯山寺

## 拝観情報
- 開門 - 6時
- 閉門 - 17時
- 納経受付時間 - 8時から17時

## 所在地
- 大阪府茨木市総持寺1丁目6-1

## アクセス
- JR東海道本線（JR京都線） JR総持寺駅より徒歩約5分。
- 阪急電鉄京都本線 総持寺駅より徒歩約5分。
- 阪急電鉄京都本線 茨木市駅西口バスターミナル 2番ホーム3番乗り場から
  - 近鉄バス 70・73番 花園・東和苑行きに乗車、総持寺口停留所下車 徒歩約4分。